# Katja Lautar
Katja Lautar, slovenska sekretarka v kabinetu predsednika vlade in sekretarka strateškega sveta.
Bila je sekretarka delovne skupine odbora za reforme, ki ga je vlada ustanovila leta 2005. Od 5. februarja 2007 in 20. oktobra 2008 je bila državna sekretarka Republike Slovenije v Službi Vlade Republike Slovenije za razvoj. 